# Hoya gracilis
Hoya gracilis är en oleanderväxtart som beskrevs av Rudolf Schlechter. Hoya gracilis ingår i släktet Hoya och familjen oleanderväxter. Inga underarter finns listade i Catalogue of Life.